# Acidez y basicidad
La acidez y la basicidad son dos conceptos contrapuestos de amplio uso en el estudio y la práctica de la química, así como de otras disciplinas que hacen uso de esta ciencia, como la bioquímica, la biología y la geología, entre otras. A lo largo de la historia se han utilizado estos términos con diferentes finalidades, siendo numerosas las definiciones utilizadas para describir los ácidos y la acidez, así como las bases y la basicidad. Las más antiguas hacen referencias al sabor, ya que ácido proviene del latín "acĭdus", que significa agrio, siendo la acidez la cualidad o características relacionadas con los ácidos. Por el contrario, las bases se describían como sustancias con sabor amargo y de propiedades opuestas a las del ácido, haciendo que precipiten muchas sustancias que eran disueltas por los ácidos. Con el tiempo se desarrollaron distintas teorías de contenido más científico, siendo las más importantes y utilizadas en la actualidad, la teoría de Brönsted-Lowry y la de Lewis, teorías que permiten explicar la mayoría de los fenómenos químicos relacionados con la acidez y la basicidad.

## Teoría de Brönsted-Lowry

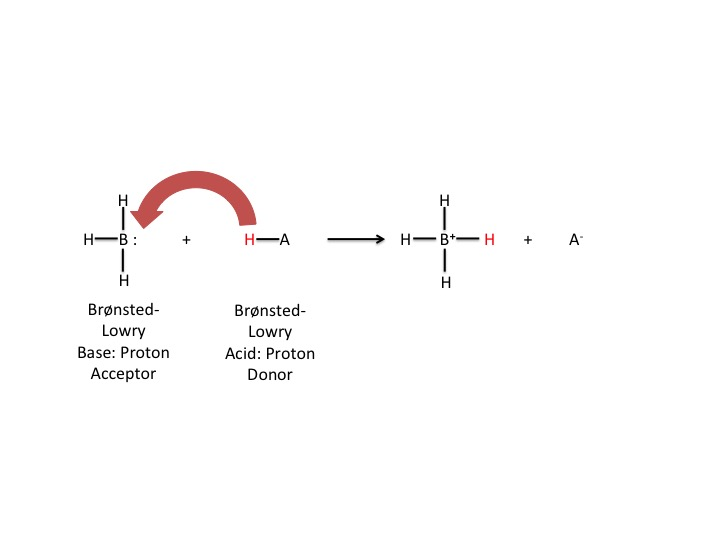

El químico danés Johannes Nicolaus Brönsted y el químico inglés Lowry en 1923 propusieron un concepto sobre el comportamiento de los ácidos y las bases. Esta teoría propone que un ácido es definido como una entidad donadora de protones y una base como una entidad aceptora de protones, esta debe tener un par de electrones para compartir ya sea un par solitario o uno en un orbital. Esta teoría no se contrapone con la teoría propuesta por Arrhenius, solo la hace más extensiva para aquellas sustancias en fase gaseosa o que no se encuentran en disolución acuosa.
Una reacción ácido-base es la transferencia de un protón del ácido a la base. En el momento en el que el ácido cede un protón, se transforma en una base conjugada y se dice que todos los ácidos tienen una base conjugada al igual que las bases, tienen un ácido conjugado. Muchas sustancias tienen la capacidad de tener un comportamiento ácido y también básico; estas sustancias se les conoce con el nombre de anfotéricos.
Ácidos de Brönsted-Lowry
{\displaystyle {\ce {HCl(g) + H2O(l) -> H3O+ (aq) + Cl- (aq)}}}
El  cloruro de hidrógeno actúa como un ácido, cediendo el ion H+ al agua, que además de ser el disolvente, actúa como base, aceptándolo.      
Bases de Brönsted-Lowry
{\displaystyle {\ce {NH3(g) + H2O(l) -> NH4+(aq) + OH-(aq)}}}
Ahora, el agua actúa como un ácido, ya que le cede un  protón al amoniaco, que es una base.

## Teoría de Lewis
Gilbert N. Lewis desarrollo en 1923 una teoría más amplia que la de Brönsted-Lowry. En esta teoría Lewis propone que una base es un compuesto con un par de electrones disponibles, ya sea en un orbital no compartido o en un orbital molecular, es decir, es una sustancia con capacidad para compartir o dar pares de electrones, sin embargo para el autor de esta teoría, un ácido es una sustancia capaz de compartir o aceptar un par de electrones.
En una reacción ácido-base de Lewis:
{\displaystyle {\ce {BF3 + NH3 -> BF3NH3}}}